# 劉玉章
劉玉章（1903年11月11日—1981年4月11日），字麟生，中華民國陸軍一級上將，綽號「劉光頭」，陝西興平人，中國國民黨第十、十一屆中央委員。

## 生平
1925年考入黃埔軍官學校第四期步兵科，畢業后于1926年參加國民黨北伐。1930年率部參加中原大戰，參與討馮之役；1933年在第2師任營長時，參加古北口之役。當時第2師（師長黃杰）奉命支援25師師長關麟徵所部，於古北口南天門抵抗日軍，劉右臂中彈負傷。此時第2師與25師同在第17軍（軍長徐庭瑤）建制之下，稍後在1937年時，又以此兩師為基幹成立了52軍。
軍旅生涯共負傷五次，其中第二次受傷在中原大戰時，傷癒後，頭髮脫落，從此「劉光頭」之名響亮於世。
抗戰初期，先后參加臺兒莊戰役、武漢會戰和瑞昌防守戰。1937年9、10月保定戰役時升任團長。
1939年9月，劉率部參加長沙會戰，升旅長兼長沙警備司令。
1941年52軍由湖南至廣西入云南，負責滇南守備；此時握有52軍人事權的老軍長關麟徵打破學歷資歷的界限，將劉玉章提升為52軍第二師師長。這一事件在52軍中引起了軒然大波，許多將領如少將參謀長劉平、25師少將副師長鄧士富、195師副師長鍾祖蔭紛紛以請假來表示對此事的反對，第2師的3個團長也聯名抗議，這些牴觸接被關麟徵一一解決，使劉玉章順利當上師長。從結果看來，關麟徵此舉是知人善用的好例子。
1945年抗戰勝利，率師入越南受降河内、海防的日军。是年10月底，52軍奉命由美國第七艦隊的特遣運輸艦隊從越南涂山港北運，與11月13日抵達秦皇島，11月16日出山海關。與13軍合作攻占綏中、兴城、錦西等地，至11月26日入錦州。
1946年3月，蘇軍撤離瀋陽，52軍隨即占領瀋陽，與南滿解放軍激戰於摩天嶺，在奪取解放軍警戒陣地後，繼續仰攻，最後至短兵相接，白刃搏鬥，雙方伏屍壕內，戰鬥極為慘烈。摩天嶺戰鬥綿亙八十餘里，苦戰兩日夜，解放軍終於抵擋不住第2師的凌厲進攻，不支潰敗，劉玉章趁勝追擊，不僅殺傷大量解放軍，還打開進出安東的門戶。
五天攻克安東，有「常勝將軍」之稱。1946年冬，52軍主力25師在南滿被共軍殲滅，師長李正誼被俘，但第二師在劉玉章帶領之下縱橫東北戰場，未嘗敗績，成了國府在內戰戰場上的中流砥柱。
1948年4月劉玉章接任52軍軍長一職。9月22日，劉玉章被晉授陸軍中將。遼西會戰（遼瀋戰役）進入白熱化時，蔣中正在北平圓恩寺行邸召集傅作義、衛立煌、杜聿明開會。劉玉章認為錦州“守且不足，攻更危險”，不愿歸廖耀湘指揮西進。劉親自到瀋陽經東北剿匪總司令衛立煌批准，受命先占領營口掩護後方。10月31日劉玉章指揮所部逐次登上海輪撤往葫蘆島，劉搭乘最後一艘軍艦離去，當時解放軍炮彈已經落彈於港內，數百位劉部警衛團戰士不及撤退遭俘，劉於艦上痛哭不已。1949年夏，52軍參加了上海戰役，於月浦之战和解放军进行激戰。刘玉章后来撤退到舟山。1950年撤至臺灣。
劉玉章抵臺後，1953年任中部防守區司令官，1954年在黃埔官校同期同學胡璉之後出任金防部司令官，經歷九三砲戰。依砲戰戰訓，領導金門挖山洞、掘戰壕、鑿地道，積極建築防禦工事；並開辟太武山登山公路。地下化的金門，对后来八二三砲戰起了作用。

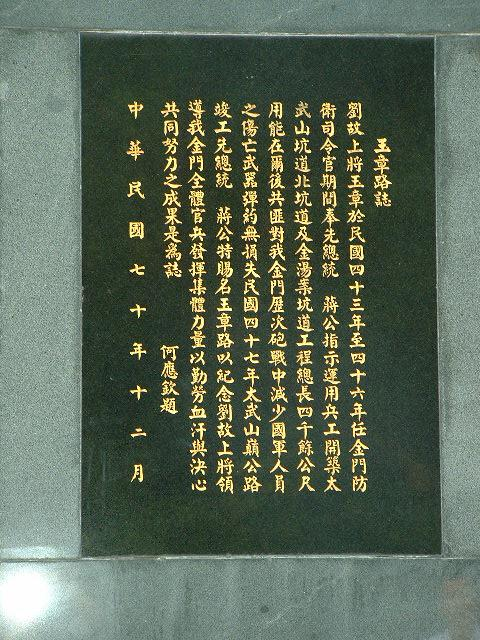
1981年12月，由何應欽撰寫之太武山金門防衛司令部紀念前司令劉玉章上將的碑牌。劉玉章與胡璉在1950年代曾負責金門防務。

1957年轉任陸軍副總司令，次年就任預備部隊訓練司令，於臺灣八七水災後領導部隊救災。1959年12月赴美國參謀大學特別班深造。
1958年接任陸軍預備訓練司令部司令，以其數十年帶兵練兵經驗，在美軍顧問的協助下，引進美式新兵訓練制度，建立教育班長制度。
1960年12月晉升陸軍二級上將。1963年調台灣警備總司令部襄助陳大慶將軍，1967年7月繼任警備總部總司令兼軍管區司令部司令，在任三年，直到1970年6月。任內發生「陳玉璽案」、「柏楊案」、「彭明敏潛逃事件」、「泰源事件」等，但蔣介石仍在其卸任時授予二等雲麾勳章一座。
1970年6月25日被授予陸軍一級上將，同時被聘為總統府戰略顧問。後當選為中國國民黨第十、十一屆中央委員。
1975年台灣製片商曾向劉玉章索取在戡亂初期（1946年10月21日）國軍接收東北時第五十二軍在大摩天嶺與共軍激戰的故事資料，拍攝《大摩天嶺》影片。著名一景是一刘兵，竟冲出防线，犧牲自命搂住共军炮火机关枪
著有《戎馬五十年》。1981年4月11日病逝，享壽78歲。

## 軼事
- 在國共內戰時期，因為國軍從中央參謀機關到各戰區指揮機關，都布滿了大大小小的共諜，以至於經常是國軍下級作戰部隊還沒拿到作戰計劃，共軍就已經知道作戰計劃了。當年擔任52軍軍長的劉將軍，就發現只要按上級下達的作戰計劃打，怎麼打怎麼輸；而不按上級下達的作戰計劃打，倒反而能贏，於是干脆來個不服從軍令，自己覺得該怎麼打就怎麼打，也不準備作戰計劃，結果國軍整個國共內戰雖失敗，但是52軍卻幾乎沒吃過敗仗。
- 郝柏村在回憶錄中寫道：“1955年秋，我到金門任第8炮兵指揮，同時兼任金門防衛司令部炮兵指揮官。當時金門司令是劉玉章將軍，也是沙場老將，屬於52軍關麟徵的系統。劉司令看似老粗，實則心細，戰場經驗豐富，治軍很嚴，做事踏實。他每日看部隊，把所見記在小本子上，每周開一次會報，首先檢討上次會報裁示執行情形，如該做而未做是過不了關的。他這種務實的作風，對我爾後行事有很大影響。”
- 劉玉章做臺灣軍管區司令時，有一次張大千要送給劉玉章一幅畫，在儀式上，劉玉章上將一身戎裝，掛上許多勳章，看起來虎虎的。張大千跟他說：“劉司令，你穿起軍服來看起來好神氣，好威武。”劉玉章接碴就說：“我脫光了更威武！[4]”在台北据说与争議性名女人何秀子互动交往颇好

- 有一次部下認為不公，有怨言，劉玉章挺身而出，大罵說：“我愛你們，我是雞巴，你們是雞巴毛，拔哪一根我都疼，我對誰都一樣，絕對公平，都他媽雞巴毛給我下去！”這一罵，“部下”變成“下部”，都罵服了。[5]
- 有一次，蔣介石到金門前線視察部隊，當面問劉將軍：「如果共軍從前面打來，你怎麼辦？」劉說：「幹！」蔣介石又問：「共軍若從左打來，你怎麼辦？」劉又回答：「幹！」蔣介石再問：「共軍如果從後面打來，你怎麼辦？」劉還是回答：「幹！」故此後，有人戲稱劉為「三幹將軍」。
- 九三炮戰後，台灣各界勞軍團抵達金門，其中台語片影星白蘭被當時擔任金門防衛部司令官的劉玉章相中，成為倆相好。一日巡視雙乳山時，受到駐地官兵同聲歡迎司令官巡視「白蘭高地」，乍聞之，頃感驚訝！惟片刻後，即啞然微笑，似作滿意回應。後來「白蘭高地」之名，傳遍全島，成為官兵茶餘飯後最熱門話題。金門雙乳山，若仍叫「白蘭高地」，其典故在此。
- 任職金防部司令官時期，對甫從學校畢業調至金門服役之預官及軍校畢業生等基層軍官訓話，說道：『現在國家在打仗，你們誰敢當孬種，我就槍斃誰！打仗過程中，誰繼續當孬種，我就繼續槍斃誰，這樣子槍斃幾次後，剩下的，就是可以好好打仗的隊伍了』。[來源請求]

## 荣誉

### 中华民国勋章奖章
- 四等宝鼎勋章（1948年12月1日批准[6]）

### 引用
1. ↑  《劉玉章回憶錄：戎馬五十年》，臺灣台北，1977年
2. 1 2 3  《國軍王牌部隊》附錄：52軍歷任軍長簡介 第六任軍長劉玉章，知兵堂，2008年2月
3. ↑  傳記文學，台北，1980年代初記述
4. ↑  .   [2008-05-17]. （原始内容存档于2008-05-30）.
5. ↑  《中國性研究》，李敖
6. ↑  . 總統府公報 (總統府). 1948-12-01, 第166號: 1页  [2021-10-14].